# Dišu tišinoj
Dišu tišinoj (hrv. Udisanje tišine) treći je studijski album ruskog glazbenika Nikolaja Noskova iz 2000. godine. Na albumu se nalazilo 11 skladbi.

## Popis pjesama
1. Dišu tišinoi (Дышу тишиной) - 3:57
2. Zimjaa noć (Зимняя ночь) - 3:46
3. Romans (Романс) - 4:58
4. Eto zdorovo (Это здорово) - 4:11
5. Ispoved' (Исповедь) - 3:38
6. Sneg (Снег) - 4:54
7. Dobroj noći (Доброй ночи) - 5:06
8. Daj mne šans (Дай мне шанс) - 4:56
9. Uznat' tebja (Узнать тебя) - 5:13
10. Moj drug (Мой друг) - 3:32
11. V raj (В рай) - 4:59
12. Eto zdorovo (Это здорово) (video spot) - 3:48

## Osoblje
- Bas gitara — Sergej Slobodin
- Klarinet — Rostislav Sazanov
- Bubnjevi — Oleg Muhin
- Miks, mastering — Vasilij Kračkovskij
- Flauta — Anton Korolev
- Gitara — Eduard Hripunov
- Truba — Andrej Feropontov
- Oboa — Taras Zoloćko
- Orkestar — Musica Viva
- Perkusije — Nikolaj Ksenofontov
- Klavir, organ, klavsen, dirigent — Aleksandar Lavrov